# Вона (фільм, 1965)
Вона (англ. She) — англійський пригодницький фільм 1965 року.

## Сюжет
Британський археолог і його друзі подорожують по Африці в пошуках загубленого міста. Незабаром вони опиняються в стародавньому поселенні. Один з членів експедиції, Лео, закохується в чарівну дівчину Аїшу. Але ніхто з мандрівників навіть не підозрює, що Аїша — королева племені, якому вже дві тисячі років. Жінка помічає, що Лео схожий на її колишнього коханого, якого вона вбила багато років тому. Вона розповідає молодій людині історію свого племені і хоче, щоб Лео приєднався до неї і також став безсмертним.

## У ролях
| Актор            | Роль                    |
| ---------------- | ----------------------- |
| Урсула Андресс   | Аїша                    |
| Пітер Кашинг     | майор Голлі             |
| Бернард Кріббінс | Джоб                    |
| Джон Річардсон   | Лео Вінсі / Кіллікратес |
| Росенда Монтерос | Устане                  |
| Крістофер Лі     | Біллалі                 |
| Андре Морелл     | Гаумейд                 |
| Сорайя           | танцюристка             |
| Хулія Мендес     | танцюристка             |
| Ліза Пік         | танцюристка             |
| Джон Максим      | капітан                 |
| Черрі Ларман     | служниця                |
| Була Колман      | служниця                |